# Riserva nazionale del Niassa
La Riserva Nazionale del Niassa o Riserva del Niassa è una area protetta del Mozambico, localizzata nelle province di Cabo Delgado e Niassa, nella parte settentrionale del paese, al confine con la Tanzania. Ha un'estensione di 42.400 km2, inclusa la zona-tampone, ed è la maggiore area protetta del paese.

## Storia
La Riserva del Niassa fu costituita nel 1960 (Diploma Legislativo n.º 2884 del 23 luglio 1960), quando il Mozambico era ancora parte dell'Africa Orientale portoghese, e i portoghesi chiamavano la regione "la fine del mondo". Stante la situazione, non fu oggetto di alcun protocollo di protezione fino al termine della guerra civile mozambicana, con la firma dell'accordo generale di pace di Roma. Da quel momento, il governo del Mozambico ha messo in moto vari meccanismi per proteggere l'ecosistema del nord del Paese.
Durante gi anni Settanta e Ottanta, fintantoché durò la guerra civile, la caccia era praticata in modo generalizzato. La creazione della SGDRN (Sociedade para a Gestão e o Desenvolvimento da Reserva de Niassa = Società per la gestione e lo sviluppo della riserva del Niassa) nel 1988, ha permesso il recupero parziale della fauna e fatto sì che fossero organizzati dei safari fotografici dove si sono potuti osservare i "cinque grandi" (leone, leopardo, elefante, rinoceronte e bufalo).

## Territorio
A nord, è limitata dal fiume Rovuma, che segna il confine con la Tanzania. Uno degli affluenti, il Lugenda, attraversa la riserva in direzione sud-ovest - nord-est per 360 km e sfocia poi nel Rovuma in corrispondenza di Negomano. Nel suo percorso verso oriente, il Lugenda passa sotto il monte di Mecula (1.441 m), che è il punto più elevato della riserva, circondato da vegetazione. In seguito, attraversa i boschi di Pandanus, attraversa una zona di gole rocciose e si disperde in una regione di banchi arenosi nei quali abbondano uccelli conosciuti come becco a cesoie africani (Rynchops flavirostris). Oltre al Lugenda, ci sono altri fiumi che sono affluenti o che sboccano direttamente nel Rovuma.
Oltre ai monti Mecula e Jodo, ci sono numerosi inselberg di granito nella regione, che contengono pitture rupestri e hanno valore religioso per le comunità locali.
La Riserva del Niassa ha una estensione due volte maggiore che il ben noto Parco Kruger, nell'Africa meridionale.

## L'area transfontaliera
La riserva del Niassa fa parte di progetto di area di conservazione transfrontaliera che raggiungerebbe la riserva di caccia del Selous (più di 50.000 km2), situata nel sudest della Tanzania, mediante un "corridoio di vita selvatica Selous-Niassa". La mancanza di barriere tra le due riserve ha permesso la migrazione di animali e il ripopolamento del Niassa, che era stato molto pregiudicato durante la guerra civile.

## Clima
Nella riserva la temperatura media si aggira sui 25 °C, ma ci sono zone più basse e calde, intorno ai 200 m. L'epoca delle piogge va da dicembre a aprile, oscillando tra le 18 e le 21 settimane nelle zone più elevate Sulle sponde del lago Niassa cadono circa 1.300 mm di pioggia all'anno, che diminuiscono progressivamente andando verso oriente, a Cuamba oscillano tra 800 e 1.000 mm. Il mese più freddo è luglio, con temperature che possono scendere fino a 10 °C, mentre il mese più caldo è ottobre, durante il quale le temperature possono oltrepassare i 35 °C e non scendere mai sotto i 20 °C di notte.

## Popolazione
Si stima che nella riserva del Niassa ci siano 40.000 abitanti, divisi in 50 villaggi distinti. Nel 2007 ne risultavano solo 25.000, e questo dà un'idea che l'aumento della popolazione sia stato molto rapido. La maggioranza erano di etnia yao e macua, con alcuni gruppi di ngoni, marawe e matambwe. La riserva possiede molti inselberg di granito, di scarsa elevazione, nei quali si possono incontrare esempio di pitture rupestri geometrica risalente a più di 4.000 anni fa. Alcuni le attribuiscono ai pigmei ba-twa, vicini dei san, che vissero nel nord del Mozambico a partire dall'inizio del secolo XX. Il fiume Lugenda, che attraversa la riserva, sostiene un'attività di pesca (si possono trovare più di 40 specie di pesci), che comprende 24 tecniche di pesca differenti, compresa la preparazione di trappole di bambu. Il pescato, generalmente, è venduto in Tanzania.
Malgrado ciò, la regione è praticamente disabitata, dato che le coltivazioni sono impossibili a causa degli elefanti, dei babbuini e del Potamochoerus larvatus. Infine, la presenza della mosca tse tse e della malattia del sonno impediscono la presenza del bestiame.

## Flora
Il Niassa fa parte della savana boscosa di miombo orientale, una regione che copre un'area di quasi mezzo milione di km2 compresa tra il sud della Tanzania, il nord del Mozambico e il sudest del Malawi. Metà della riserva è coperta da boschi di miombo, un genere di alberi che comprende una grande quantità di specie che danno origine a boschi non troppo densi. Si caratterizzano per il fatto di cambiare di colore durante le stagioni: da dorato a violetto nell'epoca secca, a verde, quando inizia l'epoca delle piogge. Il resto della riserva è in gran parte costituito da savana aperta, con alcune zone umide isolate e macchia boschive. Si calcola che siano ospitate circa 190 specie di alberi e arbusti.

## Fauna

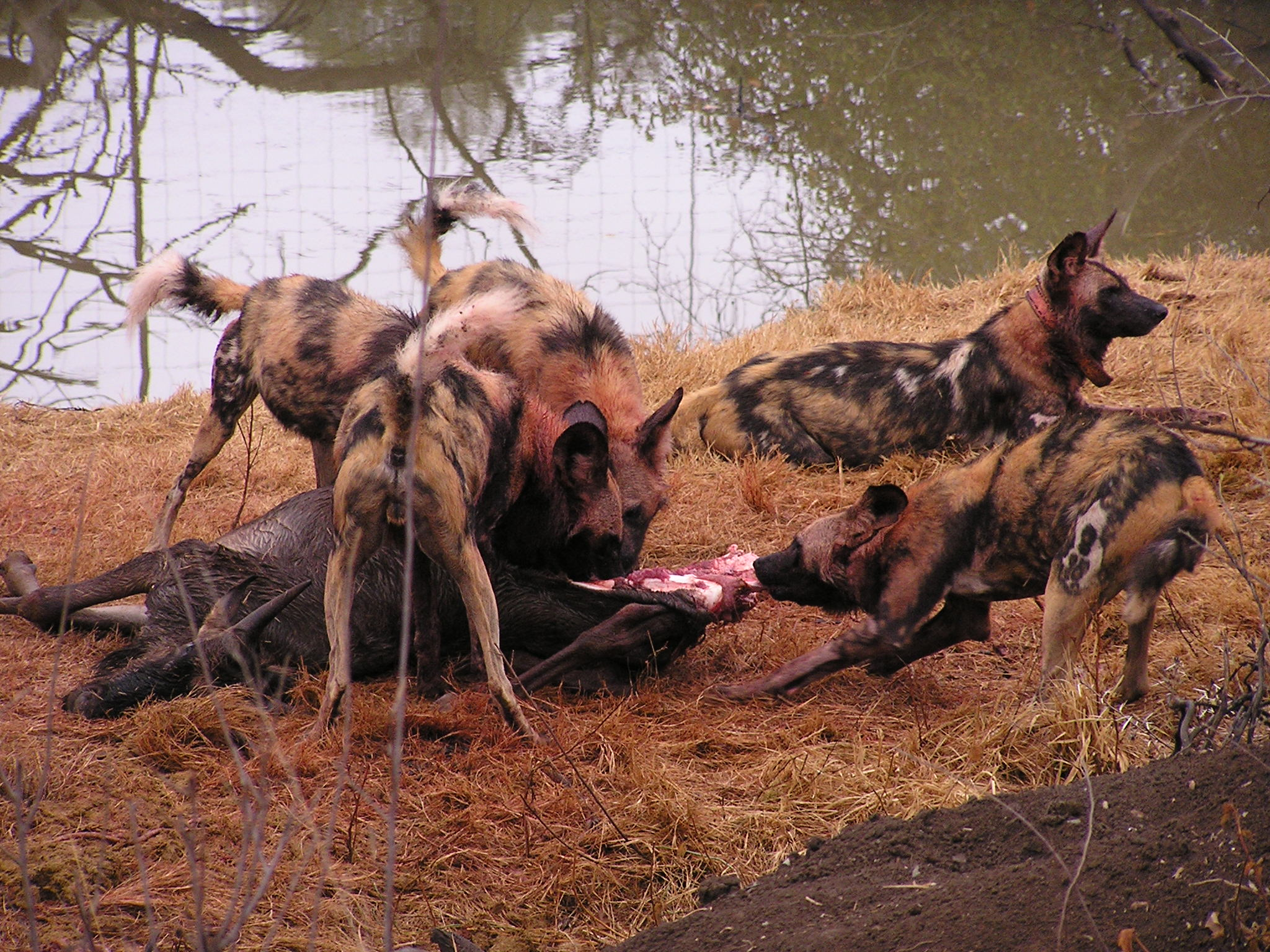
Mabeco, una delle specie protette nella riserva.

Nel 2012 si stimava che la riserva ospitasse 12.000 elefanti, 10.000 antilopi nere, 800 leoni e 200 licaoni, quest'ultima una specie in pericolo di estinzione. Inoltre, è presente una grande popolazione di bufali africani, impala, gnu, zebre e leopardi. Tre specie sono endemiche, lo gnu del Niassa (Connochaetes taurinus johnstoni), la zebra di Boehm (Equus quagga boehmi) e l'impala di Johnston (Aepyceros melampus johnstoni). Ci sono 8 specie di mangusta e 24 di carnivori, oltre a 300-400 specie di uccelli.
Nel letto del fiume, specialmente nelle zone rocciose, si trovano ippopotami e coccodrilli.

## Turismo
Il turismo è molto scarso in questa regione proprio a causa dell'isolamento e alla mancanza di installazioni. Nonostante questo, bisogna considerare che la riserva ospita diverse popolazioni e una rete di piste forestali di circa 1.200 km. Il parco può essere visitato nella stagione secca, tra aprile e dicembre, o meglio ancora tra giugno e ottobre; mentre nella stagione delle piogge molte piste diventano intransitabili.
La sede della riserva si trova a Mbatamila, nel centro del parco, sotto la montagna di Mecula e in vicinanza al villaggio con lo stesso nome, dove abitano 5.000 abitanti. Le stazioni di rifornimento più vicine si trovano a Lichinga, il capoluogo della regione, a 460 km, a Cuamba, a 400 km e a Montepuez, a 375 km. Il posto migliore per passare alcuni giorni è il Lugenda Bush Camp, il primo operatore turistico che ha investito nello sviluppo di attività di safari ecologici nella riserva.